# Zirkummeridian
Die Zirkummeridian-Methode der Astronomie und Astrometrie ist ein Verfahren zur Bestimmung der örtlichen Sternzeit bzw. der geografischen Länge. Als Nebenprodukt erhält man auch die genaue Nord-Süd-Richtung. Man beobachtet dafür einen Stern in derselben Höhe vor und nach seinem Höchststand, also etwa im Südsüdosten und Südsüdwesten.
Durch Mittelung der beiden Zeit- und Winkelmessungen erhält man den Moment des Meridiandurchgangs und die Richtung des Meridians (Süden). Durch Vergleich der Durchgangszeit mit einem Zeitzeichen ist eine geografische Längenbestimmung möglich.

## Vorgangsweise
Die Messung kann mit einem astronomischen Universalinstrument, einem Vermessungs-Theodolit oder (bei geringeren Genauigkeitsansprüchen) mit einem Sextanten erfolgen. Man wartet, bis der Stern den Horizontalfaden des Instruments quert, und stoppt in diesem Moment die Uhrzeit. Will man neben der Zeitbestimmung zusätzlich die genaue Südrichtung, ist auch der jeweilige Horizontalwinkel abzulesen.
Die Sternhöhe muss zwar auf beiden Seiten des Meridians dieselbe sein (z. B. indem das Fernrohr geklemmt bleibt), aber ihr genauer Wert ist nicht erforderlich. Wird hingegen der Höhenwinkel bzw. die Zenitdistanz auf einem genauen Teilkreis abgelesen, kann bei Kenntnis der Deklination des Gestirns auch eine Breitenbestimmung durchgeführt werden.